# Кадићи из Боана
Кадићи из Боана су бјелопавлићко братство (Бјелопавлићи→Петрушиновићи→Милековићи→Кадићи).
Кадићи из Боана славе Свету Петку. Ово братство је својевремено било једно од најгласовитијих и најутицајнијих братстава у Бјелопавлићима и Брдима.
| „ | Били су најбоље братство у Бјелопавлићима, стасити, високи и згодни момци и ђевојке...десно крило Бјелопавлића... | ” |

- овако их је описивао њихов чувени саплеменик и капетан Бјелопавлића Токо Никин Шарановић.
| „ | На крају бјелопавлићке равнице, тамо одакле почињу каменити предјели Бјелопавлића, око три километра сјевероисточно од Даниловграда, налазе се развалине села Боан. У њему су некада живјели Кадићи, братство које је, према казивању старијих људи, имало око седамдесет домаћинстава. Стари Црногорци су зборили да су то били прави фис-људи, да љепших и наочитијих људи у по једном црногорском племену, а камоли селу, није било. А уз љепоту били и добри јунаци и добри домаћини. Кад би кога хтјели истаћ и по љепоти и по доброти, зборило се, кажу, као да је од Кадића. | ” |

- прича капетан Драго Филиповић.

## О имену Боан
Ријеч Боан која се чешће користи потиче од ријечи Бован. Петар Шобајић у својој књизи Бјелопавлићи и Пјешивци каже: „Име селу Бован, где су живели Кадићи је остатак из предхришћанског доба” и додаје, позивајући се на Константина Јиречека, да је тај израз, Бован, „служио код старих Срба за ознаку идола.”

## Тодор Кадић
1854. на Тројчин дан, под Острогом, књаз Данило и његови перјаници силовали су четрдесетак бјелопавлићких дјевојака, спремних за удају. Међу њима је била и сестра Тодора Кадића, коју је лично отео књаз Данило, а она је већ била удата за попа Пунишу Павићевића. Када су дознали шта се десило, Бјелопавлићи су ријешили да се освете и убију књаза и перјанике. Ипак књаз је успио да побјегне захваљујући Блажу Радовићу, перјанику из Мартинића, који му је на вријеме јавио.
Кад се оженио Даринком Квекић, Даницу је преудао за шурака војводе Мирка.
12. Августа 1860. године у Котору, Тодор Кадић је у освети убио Књаза Данила.

## Одмазда над Кадићима
Након Которског атентата, наређена
је истрага Кадића и оних који су им род или их помажу..

Према најмањим бројкама, исте ноћи када је убијен књаз у Боану је побијено двадесет и троје Кадића. Код других аутора, тај број достиже деведесет троје страдалих само у првом дану у Боану Кадића. Срећа у несрећи била је да су већина Кадића у време првог налета били у катунима.
Због одмазде су се расељавали, тј. нису се враћали на Боан, осим у изузетним приликама, кришом и на кратко.
Део се преселио у суседне Васојевиће и Дробњаке који су такође били део тадашње Црне Горе. Пошто су и на овим територијама били у домашају Петровића, да би се спасили од прогона мењали су презимена. У Беранама у Кљајић, Раднић, Шћекић; у Шавнику (село Боан) у Пешић. Иако су променили презимена, сачували су славу Свету Петку.
Део је прешао на територије које су биле под турском влашћу: Спуж, Никшић, Бијело Поље, Лешак, Средачку Жупу, Врака, Тетово, Босна. У овим местима су углавном задржали презиме Кадић јер нису били у домашају Петровића. У Враки касније и као Кадије. У Бијелом Пољу и Босни су прешли на Ислам.
Има их и који су променили презиме у Кандић, Кадовић, Минић, Павловић, Филимоновић ..
Кадићи из Боана и њихови потомци се традиционално већ двадесет година окупљају на Боану Кадића за Васкрс.

## Боан Кадића на мапи
- 1
- 2